# Vịnh Đại Bàng

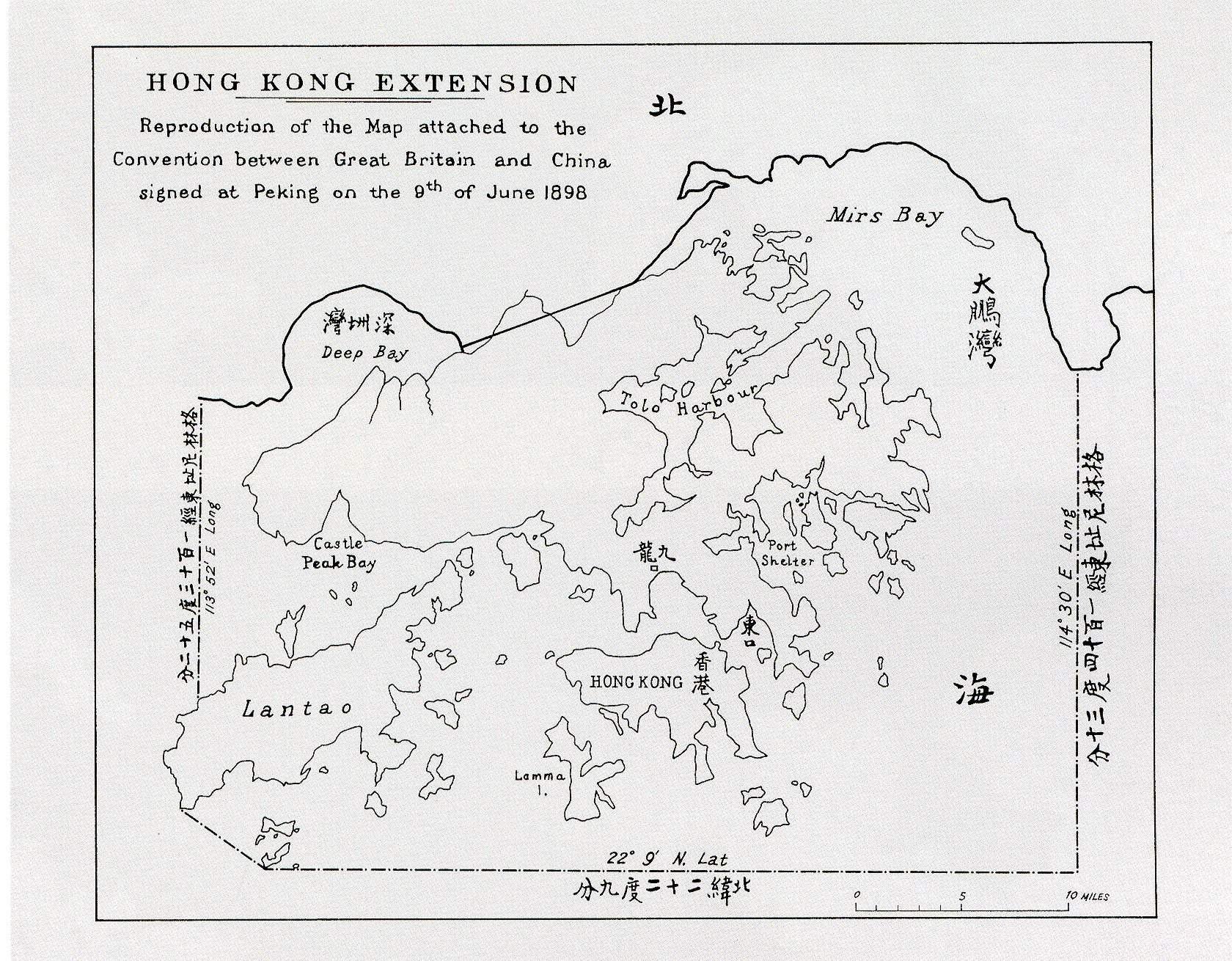
Bản sao bản đồ đính kèm Hiệp ước mở rộng địa giới Hương Cảng năm 1898

Vịnh Đại Bàng (giản thể: 大鹏湾; phồn thể: 大鵬灣; Hán-Việt: Đại Bằng loan; bính âm: Dàpéng wān), còn gọi là Mirs Bay trong tiếng Anh (giản thể: 莫士湾; phồn thể: 莫士灣; Hán-Việt: Mạc Sĩ loan; bính âm: Mòshì wān hoặc 马士湾/馬士灣/Mǎshì wān/Mã Sĩ loan), là một vịnh nằm giữa Hồng Kông và Trung Quốc đại lục. Phía tây và nam của vịnh giáp đảo Cát Áo và bán đảo Tây Cống của Hồng Kông, phía bắc và phía đông giáp quận Diêm Điền và hai nhai đạo là Đại Bằng và Nam Áo của quận Long Cương, Thâm Quyến. Vịnh này nối thông với Biển Đông.
Trong vịnh có một số bến cảng nhỏ hay vịnh hẹp nằm ở phía Hồng Kông, như:
- Vịnh hẹp/cảng Sa Đầu Giác (沙頭角海)
- Cảng Thổ Lộ (吐露港)
- Cảng Cát Áo (吉澳海)
- Cảng Đại Than (大灘海)

Theo Hiệp ước mở rộng địa giới Hương Cảng giữa Anh và Nhà Thanh (1898) thì toàn bộ vịnh Đại Bằng chuyển sang nằm dưới sự quản hạt của Anh. Tuy nhiên sau khi Vương quốc Liên hiệp Anh và Bắc Ireland trao trả Hồng Kông cho Cộng hòa Nhân dân Trung Hoa thì phần phía bắc của vịnh được chuyển về dưới quyền quản hạt của Thâm Quyến.